# Флёа
Флёа (нем. Flöha) — город в Германии, районный центр, расположен в земле Саксония. Подчинён административному округу Хемниц. Входит в состав района Средняя Саксония. Подчиняется управлению Флёа. Население составляет 11704 человека (на 31 декабря 2010 года). Занимает площадь 18,53 км². Официальный код — 14 1 77 120.
Находится на реке Флёа.